# Rio Alunișu (Țibleș)
O Rio Alunişu é um rio da Romênia afluente do rio Ţibleş, localizado no distrito de Bistriţa-Năsăud.